# Jordan Hill (Luizjana)
Jordan Hill – jednostka osadnicza w Stanach Zjednoczonych, w stanie Luizjana, w parafii Winn.